# Fujiwara no Michitaka
Fujiwara no Michitaka(藤原道隆), nascido em 953 e morto em 16 de maio de 995, também chamado Nijō kampaku(二条関白) ou Naka-no-kampaku(中関白). Foi um estadista, membro da corte e político durante o período Heian da história do Japão.

## Vida
Membro Ramo Hokke dos Fujiwara  era filho de Kaneie.
Atuou como Sesshō do Imperador Ichijo, e mais tarde como Kanpaku. Ichijo se casou com a filha de Michitaka, Teishi (Sadako), continuando, assim, os laços estreitos entre a família imperial e os Fujiwara.

## Carreira
Em 986 foi nomeado Chūnagon, neste mesmo ano foi nomeado Dainagon. 
Em 989 foi nomeado Naidaijin. 
Em 990 se torna Sesshō do Imperador Ichijo,  continuando a política familiar que Kaneie vinha desenvolvendo, favorecendo seus parentes, especialmente o seu segundo filho Korechika (974-1010) com compromissos oficiais e promovendo  sua filha Teishi (976-1001) de consorte imperial para imperatriz.
Em 991 se aposenta do cargo de Naidaijin.
Em 993 se torna Kampaku do Imperador Ichijo.
Em 995 se aposenta como Kampaku, ele obteve poderes para Korechika, mas falhou em nomeá-lo regente, possivelmente por causa da oposição de sua irmã Senshi, a influente mãe do imperador. Michitaka foi sucedido como regente, por seu irmão mais novo Michikane.

Em 16 de maio de 995 Michitaka morre aos 42 anos.
 
| Precedido por Fujiwara no Kanemichi | 7º Naidaijin (986 -991) | Sucedido por Fujiwara no Michikane |